# Nicolae Juravschi
Nicolae Juravschi (en ruso: Николай Журавский, Nikolai Zhuravski; Chircăiești, URSS, 8 de agosto de 1964) es un político y deportista moldavo que compitió para la Unión Soviética y Rumanía en piragüismo en la modalidad de aguas tranquilas.
Participó en tres Juegos Olímpicos de Verano, obteniendo tres medallas, dos de oro en Seúl 1988, en las pruebas de C2 500 m y C2 1000 m, y una de plata en Atlanta 1996 (C2 500 m). Ganó once medallas en el Campeonato Mundial de Piragüismo entre los años 1989 y 1995.
Fue galardonado con la Orden de la Amistad de los Pueblos (1988) y con la Orden de la República de Moldavia (1996). En 2001 fue elegido presidente del Comité Nacional Olímpico y Deportivo de la República de Moldavia. Entre 2010 y 2019 ejerció de diputado en el Parlamento de Moldavia.

## Palmarés internacional
| Representando a la URSS  |                          |                   |             |
| Juegos Olímpicos         |                          |                   |             |
| Año                      | Lugar                    | Medalla           | Competición |
| 1988                     | Seúl (Corea del Sur)     | Medalla de oro    | C2 500 m    |
| 1988                     | Seúl (Corea del Sur)     | Medalla de oro    | C2 1000 m   |
| Campeonato Mundial       |                          |                   |             |
| Año                      | Lugar                    | Medalla           | Competición |
| 1989                     | Plovdiv (Bulgaria)       | Medalla de oro    | C2 500 m    |
| 1989                     | Plovdiv (Bulgaria)       | Medalla de oro    | C4 500 m    |
| 1989                     | Plovdiv (Bulgaria)       | Medalla de oro    | C4 1000 m   |
| 1990                     | Poznań (Polonia)         | Medalla de oro    | C2 500 m    |
| 1990                     | Poznań (Polonia)         | Medalla de oro    | C4 500 m    |
| 1990                     | Poznań (Polonia)         | Medalla de oro    | C4 1000 m   |
| 1991                     | París (Francia)          | Medalla de oro    | C4 500 m    |
| 1991                     | París (Francia)          | Medalla de oro    | C4 1000 m   |
| 1991                     | París (Francia)          | Medalla de plata  | C2 500 m    |
| 1991                     | París (Francia)          | Medalla de bronce | C2 1000 m   |
| Representando a Moldavia |                          |                   |             |
| Juegos Olímpicos         |                          |                   |             |
| Año                      | Lugar                    | Medalla           | Competición |
| 1996                     | Atlanta (Estados Unidos) | Medalla de plata  | C2 500 m    |
| Campeonato Mundial       |                          |                   |             |
| Año                      | Lugar                    | Medalla           | Competición |
| 1995                     | Duisburgo (Alemania)     | Medalla de plata  | C2 500 m    |